# Sillerup (Sydslesvig)
Sillerup er en landsby beliggende på gesten (midtsletten) centralt i Sydslesvig. Administrativt hører landsbyen under Lindved kommune i Slesvig-Flensborg kreds i den nordtyske delstat Slesvig-Holsten. Med under Sillerup regnes også gårdene og lokaliteter Barslund, Christiansborg, Haslundsig (Haselundsiek) og Sælland (Seeland). I kirkelig henseende hører Sillerup under Store Vi Sogn. Sognet lå i Vis Herred (Flensborg Amt), da Slesvig var dansk indtil 1864.
Sillerup er første gang nævnt 1451 (Dipl. Flensb.). Forleddet henføres til et mandsnavn svarende til sild (sml. glsv. sille) eller måske ø-navnet Sild. Gårdnavnet Barslund henføres enten til bast eller måske glda. barn; Haslundsig til trænavnet hassel. Omegnen er landbrugspræget. Mod syd ligger Sillerup Mose (Kongensmose), hvor der nu er store vindmølleanlæg. Moseområderne udgjorde tidligere grænsen mellem Vis og Bøking Herred. Grænsen til Skovbøl og Lindved i nord markeres gennem Lindåen. Her er udstrakte skovområder (Lindved Skov). Til det øst for landsbyen beliggende Kirkebjerg knytter sig sagnet om en mand fra Skovbøl, som troede at se omrids af en kirke, som dog aldrig blev bygget. Nærliggende byer er Goldebæk (i Joldelund Sogn), Lindved, Skovbøl og Okslund (de sidstnævnte i Store Vi Sogn).